# Warscaea
Warscaea là một chi phong lan trong họ Orchidaceae.